# Rio Colin
O Colin é um rio de 29,1 km (18,1 milhas) de comprimento no departamento de Cher, no centro da França. É um afluente do Yèvre, cujas águas chegam ao mar através do rio Loire.

## Geografia
O Colin nasce na cidade de Morogues, onde drena a encosta sul de La Motte d'Humbligny, o ponto mais alto do norte do departamento de Cher. Atravessa Aubinges, Les Aix-d'Angillon e Sainte-Solange e termina em Saint-Germain-du-Puy em Yèvre.